# Los Auténticos Decadentes
Los Auténticos Decadentes est un groupe argentin de rock alternatif. Il est formé en 1986 par Cucho (Gustavo Parisi), Nito (Gustavo Montecchia) et El Francés (Gastón Bernardou). Bien que principalement catégorisé ska, il joue généralement une multitude de genres pour les fusionner, comme la cumbia, la pop, le cuarteto, le candombe, le boléro, etc., formant ainsi un style musical unique. Il est considéré par la presse spécialisée argentine comme l'un des groupes les plus importants d'Amérique latine et reçoit le soutien de grandes figures telles que Luca Prodan, David Byrne, Manu Chao, Andrés Calamaro, Julieta Venegas, Kapanga, Fernando Ruiz Diaz, et Fito Páez.
En 2007, pour célébrer leurs vingt ans de carrière, ils jouent au Luna Park de Buenos Aires, et enregistrent un DVD live qui est publié sous le nom de Somos. Le 31 mars 2012, ils célèbrent une fois de plus au stade Luna Park leurs 20 ans ensemble.

## Histoire

### Création
En 1986, des élèves de 5e année, qui formeront le groupe Los Auténticos Decadentes, à l'École nationale n°10 José de San Martín de Almagro organisent une fête de fin d'année, où ils sont repérés par Johnny Saldarriaga, qui les engage et les fait participer aux fêtes,. Ensuite, Gustavo Parisi , Gustavo « Nito » Montecchia et Gastón « El Francés » Bernardou font appel à Jorge Serrano (cousin de Nito), alors guitariste de Todos Tus Muertos. Lui-même contacte l'un de ses amis, Daniel Zimbello. Le groupe qui est entré en scène était la voix intégrée de Cucho, Jorge et Daniel aux guitares, Bassman, bassiste de Bajo Flores à la basse, Nito à la batterie, Gastón àux percussions, et Beto aux claviers. Ils jouent leurs premières compositions telles que Divina decadencia, Loco (tu forma de ser), Skabio, El Jorobadito et Rockabilly.

### Débuts
Braulio D'Aguirre (plus tard batteur pour Los 7 Delfines) est ajouté pour l'enregistrement d'un premier album à la batterie ; Gabriel « Chiflo » Sánchez (plus tard saxophoniste de La Renga) au saxophone ; Guillermo « Capanga » Eijo à la trompette ; Diego Demarco aux guitares ; Eduardo Trípodi aux percussions, et Pablo Armesto à la basse.
Le groupe démarre l'année 1989 avec le morceau El Milagro argentino. Cet album comprend leurs premiers morceaux originaux et quelques nouveaux comme Vení Raquel et Entregá el marrón. Le morceau Divina decadencia ne figure pas dans l'édition originale sur vinyle et cassette, mais sera ajouté plus tard comme en bonus dans la version CD. Peu de temps après leur premier album sort un EP huit titres en vinyle et cassette. Intitulé El Nuevo milagro, il comprend des versions live de Vení Raquel, Entregá el marrón et Loco (tu forma de ser) ainsi que Divina decadencia, un mégamix, la version originale de Vení Raquel et deux autres chansons originales du premier album.

### Succès et consécration
1995 devient une année clé pour Los Auténticos Decadentes, puisque que le lancement de Mi vida loca leur permet de se populariser dans d'autres pays d'Amérique du Sud. L'album comprend des tubes tels que La Guitarra, El Murguero (Tu-Tá-Tu-Tá), Corazón et Diosa, entre autres. Le 13 septembre 1996, le groupe fête son dixième anniversaire en jouant avec Attaque 77, Todos Tus Muertos et Alberto Castillo. En 1997, avec Mariano Francheschelli à la batterie pour remplacer Pajarola, le groupe entreprend l'enregistrement de l'album Cualquiera puede cantar, produit par le groupe et Gustavo Borner. L'album est certifié disque de platine grâce à des morceaux et clips comme Los Piratas, Cómo me voy a olvidar, et El Gran señor (tous à la première place des classements sur MTV). Cette même année sort Red Hot+Latin, compilation levant des fonds contre le SIDA à laquelle ils participent. LAD enregistre avec Todos Tus Muertos le morceau Gente que no.
En 1998, le groupe joue à l'Estadio Obras Sanitarias et à l'Estadio Monumental de Chile, en Uruguay, au Paraguay, en Bolivie, au Pérou, au Venezuela, aux États-Unis et en Espagne, où ils enregistrent une reprise de La Guitarra avec Andrés Calamaro. En 2000, le groupe joue au stade River Plate à côté de Mona Jiménez et Kapanga pour la tournée Buenos Aires Vivo. Cette année-là, le combo multiforme change de saxophoniste, Cabanchick part et est remplacé par Pablo Rodríguez ; puis sort un nouvel album studio, intitulé Hoy trasnoche, qui est présenté à l'Estadio Obras Sanitarias.
En septembre 2001, le groupe fête ses 15 ans au El Teatro, avec Attaque 77 et Andrés Calamaro. En 2003, ils participent au festival Quilmes Rock, et sortent l'album studio Sigue tu camino.

### Années 2000–2010
En 2006 sort un nouvel album du groupe, Club Atlético Decadente, qui comprend les singles Somos, Confundido, Veo et Me tiro a la basura avec la collaboration de Gustavo Cordera. Pour la première semaine de novembre 2008, ils publient leur premier DVD, Somos, enregistré au Luna Park.
Au début de 2013, ils participent au festival Viña del Mar, effectuant de fréquentes visites dans le pays, soit pour le festival, soit pour ses propres spectacles au Teatro Caupolicán. En 2015, ils reçoivent leur deuxième prix Konex, cette fois le Platinum Konex dans la catégorie « meilleur groupe pop », avec Babasónicos. En août 2016, ils jouent au Luna Park pour célébrer leur trente années d'existence. En février 2017, ils jouent au Festival Internacional de la Canción de Viña del Mar,.

### Capitulo ADN
Deux ans plus tard, ils sortent un nouvel album studio divisé en trois chapitres de huit titres chacun. Le premier est Chapter A, sorti en 2021, qui comprend des collaborations avec des artistes tels que Ruben Rada, Los Pericos, Natalia Lafourcade, Attaque 77, entre autres. En septembre de la même année, ils se sont produits à l'Estadio Obras Sanitarias pour célébrer leur 35e anniversaire, et le spectacle s'est déroulé à guichets fermés. Jorge Serrano, Diego Demarco, Francés Bernardou, La Moska Lorenzo, Eduardo « Animal » Trípodi, Nito Montecchia, entre autres, ont participé à ce concert. Entre octobre et décembre, ils donnent également des concerts à Lima et dans cinq villes du Mexique,,.
Plus tard, le groupe sort l'album Capítulo D, en 2022, qui contient des singles avec des artistes et des groupes tels que Los Palmeras, León Gieco, Ulises Bueno, Miranda!, entre autres. Le 16 juillet de cette année-là, ils se produisent au Palacio de los Deportes devant plus de 22 000 spectateurs à guichets fermés. En août de la même année, ils se produisent à nouveau au stade Luna Park à guichets fermés. Des artistes tels que Roberto Pettinato, Luciano Giugno, Pipo Cipolatti, entre autres, assistent à ce concert.

## Membres
- Gustavo « Cucho » Parisi — chant
- Jorge « Perro viejo » Serrano — chant, guitare
- Diego « Cebolla » Demarco — chant, guitare
- Gustavo « Nito » Montecchia — Gguitare
- Pablo « Chevy » Armesto — basse
- Mariano « Negro » Franceschelli — batterie
- Martín « Mosca » Lorenzo — cymbales
- Gastón « Francés » Bernardou — congas
- Eduardo « Animal » Trípodi — zurdo
- Pablo « Flaco » Rodríguez — saxophone
- Daniel « La Tierna » Zimbello — trombone
- Guillermo « Capanga » Eijo — trompette
- Claudio « Brother » Carrozza — claviers[21]

## Discographie

### Albums studio
- 1989 : El Milagro argentino
- 1991 : ¡Supersónico!
- 1993 : Fiesta monstruo
- 1995 : Mi vida loca
- 1997 : Cualquiera puede cantar
- 2000 : Hoy trasnoche
- 2003 : Sigue tu camino
- 2006 : Club Atlético Decadente
- 2010 : Irrompibles
- 2014 : Y la banda sigue
- 2018 : Fiesta Nacional (MTV Unplugged)